# Saison 3 de Charmed (2018)
 (mars 2023).
 (août 2022).
Si vous disposez d'ouvrages ou d'articles de référence ou si vous connaissez des sites web de qualité traitant du thème abordé ici, merci de compléter l'article en donnant les références utiles à sa vérifiabilité et en les liant à la section « Notes et références ».
Chronologie
Saison 2 Saison 4
La Troisième Saison de Charmed, série télévisée américaine, composée de 18 épisodes a été diffusée pour la première sur The CW entre le 24 janvier 2021 et le 23 juillet 2021. 

## Synopsis
La saison 3 fait suite à une interruption de la Saison 2 à cause du Covid-19 et se divise en 2 parties distinctes :
- Les 3 premiers épisodes servent à terminer la Saison précédente à partir du moment où Julian s'allie à sa tante Vivienne qui souhaite s'emparer de la magie.
- La seconde partie de la saison (4 à 18) voit les sœurs rencontrer des démons anciens ainsi que deux nouveaux êtres magiques venus d'une dimension carcérale.

## Information
- En raison de la pandémie du Covid-19 survenue en mars 2020, le tournage des séries a été interrompu et Charmed s'est vu déplacer en série de mi-saison 2021 pour effectuer le tournage de la Saison 3.
- Cette saison a vu les audiences se diviser par 2 par rapport à la Saison 2. Si la saison précédente avait une moyenne de 638 000 téléspectateurs cette Saison 3 obtient une audience moyenne de 380 000 téléspectateurs.

## Distribution

### Acteurs principaux
- Melonie Diaz (VF : Karine Foviau) : Melanie « Mel » Vera
- Madeleine Mantock (VF : Aurélie Konaté) : Macy Vaughn
- Sarah Jeffery (VF : Camille Donda) : Maggie Vera
- Rupert Evans (VF : Pascal Nowak) : Harry Greenwood
- Jordan Donica : Jordan Chase
- Poppy Drayton (VF : Pamela Ravassard) : Abigael

### Acteurs récurrents
- Kari Matchett : Laurie Brewster
- Samantha Cole : Eriel Asante
- Kenneth Welsh : Fenric the Vile
- Mareya Salazar : Josefina Reyes
- Aryeh-Or : Mo
- Heather Doerksen : Aladria

## Liste des épisodes
Les 18 épisodes de cette saison sont :

### Épisode 1: Une Vérité Qui Dérange
- États-Unis /  Canada : 24 janvier 2021 sur The CW
- Québec : sur Séries+
- France : 6 mai 2021 sur Syfy

- Ce premier épisode de la saison reprend l'histoire de la faction de la Saison 2 laissée en suspens à cause du Covid-19.

### Épisode 2: Quelqu'un Va Mourir
- États-Unis /  Canada : 31 janvier 2021 sur The CW
- Québec : sur Séries+
- France : 13 mai 2021 sur Syfy

### Épisode 3: La Magie Meurt
- États-Unis /  Canada : 14 février 2021 sur The CW
- Québec : sur Séries+
- France : 20 mai 2021 sur Syfy

- Cet épisode clôt la Saison 2 qui a été raccourcie a cause du Covid-19.

### Épisode 4: N'oublies pas Paris
- États-Unis /  Canada : 21 février 2021 sur The CW
- Québec : sur Séries+
- France : 27 mai 2021 sur Syfy

### Épisode 5: Le pouvoir de l'If
- États-Unis /  Canada : 28 février 2021 sur The CW
- Québec : sur Séries+
- France : 3 juin 2021 sur Syfy